# Лоб (Бельгия)
Лоб (фр. Lobbes, валлон. Lôbe) — коммуна в Валлонии, расположенная в провинции Эно, округ Тюен. Принадлежит Французскому языковому сообществу Бельгии. На площади 32,08 км² проживают 5 499 человек (плотность населения — 171 чел./км²), из которых 48,57 % — мужчины и 51,43 % — женщины. Средний годовой доход на душу населения в 2003 году составлял 12 534 евро.
Почтовые коды: 6540, 6542, 6543. Телефонный код: 071.
В отличие от большинства коммун Бельгии, у Лоба отсутствует собственный герб.